# Gran Premio di superbike d'Aragona 2014
Il Gran Premio di superbike d'Aragona 2014 è stato la seconda prova del mondiale superbike del 2014, nello stesso fine settimana si è corso il secondo gran premio stagionale del mondiale supersport del 2014.
Tom Sykes vince entrambe le gare valide per il campionato mondiale Superbike, mentre Kenan Sofuoğlu è il vincitore della gara del mondiale Supersport.

## Superbike

### Gara 1
Fonte
Prima affermazione stagionale in gara 1 per Tom Sykes (campione del mondo in carica), che dopo aver realizzato il sabato la sua ventesima superpole in carriera, realizza anche la sua personale quindicesima vittoria nel contesto del mondiale Superbike.
Con Sykes vincitore, sale sul secondo gradino del podio anche il compagno di squadra, il francese Loris Baz, con il team Kawasaki Racing che realizza una doppietta. Completa il podio Jonathan Rea con la Honda CBR1000RR del team Pata Honda, mentre Leon Camier del team BMW Motorrad Italia è il migliore dei piloti con motociclette con specifiche EVO.

#### Arrivati al traguardo
| Pos. | Nº | Pilota               | Squadra                      | Motocicletta           | Giri | Tempo     | Griglia | Punti |
| ---- | -- | -------------------- | ---------------------------- | ---------------------- | ---- | --------- | ------- | ----- |
| 1º   | 1  | Tom Sykes            | Kawasaki Racing              | Kawasaki ZX-10R        | 17   | 33'38.583 | 1º      | 25    |
| 2º   | 76 | Loris Baz            | Kawasaki Racing              | Kawasaki ZX-10R        | 17   | +4.275    | 2º      | 20    |
| 3º   | 65 | Jonathan Rea         | Pata Honda                   | Honda CBR1000RR        | 17   | +8.418    | 5º      | 16    |
| 4º   | 7  | Chaz Davies          | Ducati Superbike             | Ducati 1199 Panigale R | 17   | +15.715   | 6º      | 13    |
| 5º   | 58 | Eugene Laverty       | Voltcom Crescent Suzuki      | Suzuki GSX-R1000       | 17   | +19.305   | 8º      | 11    |
| 6º   | 50 | Sylvain Guintoli     | Aprilia Racing               | Aprilia RSV4 Factory   | 17   | +21.998   | 3º      | 10    |
| 7º   | 24 | Toni Elías           | Red Devils Roma              | Aprilia RSV4 Factory   | 17   | +24.018   | 10º     | 9     |
| 8º   | 34 | Davide Giugliano     | Ducati Superbike             | Ducati 1199 Panigale R | 17   | +27.894   | 4º      | 8     |
| 9º   | 91 | Leon Haslam          | Pata Honda                   | Honda CBR1000RR        | 17   | +29.077   | 12º     | 7     |
| 10º  | 22 | Alex Lowes           | Voltcom Crescent Suzuki      | Suzuki GSX-R1000       | 17   | +29.863   | 9º      | 6     |
| 11º  | 33 | Marco Melandri       | Aprilia Racing               | Aprilia RSV4 Factory   | 17   | +34.820   | 7º      | 5     |
| 12º  | 19 | Leon Camier          | BMW Motorrad Italia          | BMW S1000 RR EVO       | 17   | +35.255   | 11º     | 4     |
| 13º  | 44 | David Salom          | Kawasaki Racing              | Kawasaki ZX-10R EVO    | 17   | +43.975   | 14º     | 3     |
| 14º  | 11 | Jérémy Guarnoni      | MRS Kawasaki                 | Kawasaki ZX-10R EVO    | 17   | +46.721   | 20º     | 2     |
| 15º  | 32 | Sheridan Morais      | Iron Brain Grillini Kawasaki | Kawasaki ZX-10R EVO    | 17   | +56.619   | 17º     | 1     |
| 16º  | 23 | Luca Scassa          | Team Pedercini               | Kawasaki ZX-10R EVO    | 17   | +1:16.469 | 22º     |       |
| 17º  | 20 | Aaron Yates          | Hero EBR                     | EBR 1190 RX            | 17   | +1:35.047 | 25º     |       |
| 18º  | 10 | Imre Tóth            | BMW Team Tóth                | BMW S1000 RR           | 17   | +1:48.427 | 24º     |       |
| 19º  | 21 | Alessandro Andreozzi | Team Pedercini               | Kawasaki ZX-10R EVO    | 17   | +1:51.222 | 23º     |       |
| 20º  | 56 | Péter Sebestyén      | BMW Team Tóth                | BMW S1000 RR EVO       | 17   | +2:01.152 | 27º     |       |

#### Ritirati
| Nº | Pilota          | Squadra                      | Motocicletta               | Giri | Griglia |
| -- | --------------- | ---------------------------- | -------------------------- | ---- | ------- |
| 84 | Michel Fabrizio | Iron Brain Grillini Kawasaki | Kawasaki ZX-10R EVO        | 9    | 19º     |
| 59 | Niccolò Canepa  | Althea Racing                | Ducati 1199 Panigale R EVO | 4    | 13º     |
| 99 | Geoff May       | Hero EBR                     | EBR 1190 RX                | 3    | 26º     |
| 71 | Claudio Corti   | MV Agusta RC-Yakhnich M.     | MV Agusta F4 RR            | 1    | 16º     |
| 9  | Fabien Foret    | Mahi Racing Team India       | Kawasaki ZX-10R EVO        | 0    | 21º     |

#### Fuori classifica
La Bimota BB3, motocicletta portata in gara dal team Bimota Alstare, partecipa al campionato anche se non ha ancora ottenuto l'omologazione da parte della FIM, pertanto i piazzamenti dei due piloti non vengono considerati, quindi non gli vengono assegnati punti per le classifiche mondiali.
| Nº | Pilota          | Squadra        | Motocicletta   | Giri | Tempo   | Griglia |
| -- | --------------- | -------------- | -------------- | ---- | ------- | ------- |
| 86 | Ayrton Badovini | Bimota Alstare | Bimota BB3 EVO | 17   | +43.934 | 15º     |
| 2  | Christian Iddon | Bimota Alstare | Bimota BB3 EVO | 17   | +58.222 | 18º     |

### Gara 2
Fonte
Così come successo in gara 1, anche la seconda gara vede vincere Tom Sykes con al secondo posto il compagno di squadra Loris Baz, entrambi alla guida della Kawasaki ZX-10R. La sola differenza rispetto alla prima gara è il terzo classificato, che è Marco Melandri con l'Aprilia RSV4 Factory. Lo spagnolo David Salom, decimo sul traguardo, risulta il migliore dei piloti della classe EVO.
Grazie alla sua personale sedicesima affermazione in carriera nel mondiale Superbike, il britannico Sykes si porta in testa al campionato piloti con 75 punti, seguito da Baz secondo a meno quattro punti dal compagno di squadra, con Sylvain Guintoli (quarto in questa gara) terzo con 64 punti totali.

#### Arrivati al traguardo
| Pos. | Nº | Pilota               | Squadra                      | Motocicletta               | Giri | Tempo     | Griglia | Punti |
| ---- | -- | -------------------- | ---------------------------- | -------------------------- | ---- | --------- | ------- | ----- |
| 1º   | 1  | Tom Sykes            | Kawasaki Racing              | Kawasaki ZX-10R            | 17   | 33'37.223 | 1º      | 25    |
| 2º   | 76 | Loris Baz            | Kawasaki Racing              | Kawasaki ZX-10R            | 17   | +0.338    | 2º      | 20    |
| 3º   | 33 | Marco Melandri       | Aprilia Racing               | Aprilia RSV4 Factory       | 17   | +0.470    | 7º      | 16    |
| 4º   | 50 | Sylvain Guintoli     | Aprilia Racing               | Aprilia RSV4 Factory       | 17   | +5.429    | 3º      | 13    |
| 5º   | 65 | Jonathan Rea         | Pata Honda                   | Honda CBR1000RR            | 17   | +8.861    | 5º      | 11    |
| 6º   | 58 | Eugene Laverty       | Voltcom Crescent Suzuki      | Suzuki GSX-R1000           | 17   | +15.986   | 8º      | 10    |
| 7º   | 34 | Davide Giugliano     | Ducati Superbike             | Ducati 1199 Panigale R     | 17   | +18.206   | 4º      | 9     |
| 8º   | 91 | Leon Haslam          | Pata Honda                   | Honda CBR1000RR            | 17   | +25.513   | 12º     | 8     |
| 9º   | 24 | Toni Elías           | Red Devils Roma              | Aprilia RSV4 Factory       | 17   | +25.823   | 10º     | 7     |
| 10º  | 44 | David Salom          | Kawasaki Racing              | Kawasaki ZX-10R EVO        | 17   | +38.949   | 14º     | 6     |
| 11º  | 59 | Niccolò Canepa       | Althea Racing                | Ducati 1199 Panigale R EVO | 17   | +39.413   | 13º     | 5     |
| 12º  | 19 | Leon Camier          | BMW Motorrad Italia          | BMW S1000 RR EVO           | 17   | +41.486   | 11º     | 4     |
| 13º  | 32 | Sheridan Morais      | Iron Brain Grillini Kawasaki | Kawasaki ZX-10R EVO        | 17   | +1:02.587 | 17º     | 3     |
| 14º  | 23 | Luca Scassa          | Team Pedercini               | Kawasaki ZX-10R EVO        | 17   | +1:09.720 | 22º     | 2     |
| 15º  | 9  | Fabien Foret         | Mahi Racing Team India       | Kawasaki ZX-10R EVO        | 17   | +1:14.046 | 21º     | 1     |
| 16º  | 21 | Alessandro Andreozzi | Team Pedercini               | Kawasaki ZX-10R EVO        | 17   | +1:14.233 | 23º     |       |
| 17º  | 10 | Imre Tóth            | BMW Team Tóth                | BMW S1000 RR               | 17   | +1:37.781 | 24º     |       |
| 18º  | 56 | Péter Sebestyén      | BMW Team Tóth                | BMW S1000 RR EVO           | 17   | +1:54.547 | 27º     |       |
| 19º  | 20 | Aaron Yates          | Hero EBR                     | EBR 1190 RX                | 17   | +1:55.195 | 25º     |       |
| 20º  | 99 | Geoff May            | Hero EBR                     | EBR 1190 RX                | 17   | +1:57.166 | 26º     |       |

#### Ritirati
| Nº | Pilota          | Squadra                      | Motocicletta           | Giri | Griglia |
| -- | --------------- | ---------------------------- | ---------------------- | ---- | ------- |
| 84 | Michel Fabrizio | Iron Brain Grillini Kawasaki | Kawasaki ZX-10R EVO    | 12   | 19º     |
| 11 | Jérémy Guarnoni | MRS Kawasaki                 | Kawasaki ZX-10R EVO    | 9    | 20º     |
| 71 | Claudio Corti   | MV Agusta RC-Yakhnich M.     | MV Agusta F4 RR        | 5    | 16º     |
| 7  | Chaz Davies     | Ducati Superbike             | Ducati 1199 Panigale R | 3    | 6º      |
| 22 | Alex Lowes      | Voltcom Crescent Suzuki      | Suzuki GSX-R1000       | 1    | 9º      |

#### Fuori classifica
La Bimota BB3, motocicletta portata in gara dal team Bimota Alstare, partecipa al campionato anche se non ha ancora ottenuto l'omologazione da parte della FIM, pertanto i piazzamenti dei due piloti non vengono considerati, quindi non gli vengono assegnati punti per le classifiche mondiali.
| Nº | Pilota          | Squadra        | Motocicletta   | Giri | Tempo    | Griglia |
| -- | --------------- | -------------- | -------------- | ---- | -------- | ------- |
| 86 | Ayrton Badovini | Bimota Alstare | Bimota BB3 EVO | 17   | +40.915  | 15º     |
| 2  | Christian Iddon | Bimota Alstare | Bimota BB3 EVO | 10   | Ritirato | 18º     |

## Supersport
Fonte
Vittoria nella seconda prova di campionato per il turco Kenan Sofuoğlu con la Kawasaki ZX-6R, giunto alla personale ventisettesima affermazione della sua carriera nel mondiale Supersport. Secondo con la Honda CBR600RR del team Pata Honda l'olandese Michael van der Mark, con il francese Florian Marino del team Kawasaki Intermoto Ponyexpres al terzo posto.
La classifica piloti vede portarsi in testa Kev Coghlan (quinto in gara ed autore della pole position) che, pur non avendo ancora vinto una gara, diviene leader con 31 punti, con Marino secondo staccato di due lunghezze e Raffaele De Rosa (sesto sul traguardo di questo GP) terzo con 26 punti.

### Arrivati al traguardo
| Pos. | Nº  | Pilota               | Squadra                       | Motocicletta     | Giri | Tempo     | Griglia | Punti |
| ---- | --- | -------------------- | ----------------------------- | ---------------- | ---- | --------- | ------- | ----- |
| 1º   | 54  | Kenan Sofuoğlu       | Mahi Racing Team India        | Kawasaki ZX-6R   | 15   | 30'43.276 | 6º      | 25    |
| 2º   | 60  | Michael van der Mark | Pata Honda                    | Honda CBR600RR   | 15   | +0.869    | 5º      | 20    |
| 3º   | 21  | Florian Marino       | Kawasaki Intermoto Ponyexpres | Kawasaki ZX-6R   | 15   | +9.091    | 4º      | 16    |
| 4º   | 26  | Lorenzo Zanetti      | Pata Honda                    | Honda CBR600RR   | 15   | +10.475   | 7º      | 13    |
| 5º   | 88  | Kev Coghlan          | DMC Panavto-Yamaha            | Yamaha YZF R6    | 15   | +15.194   | 1º      | 11    |
| 6º   | 35  | Raffaele De Rosa     | CIA Insurance Honda           | Honda CBR600RR   | 15   | +18.579   | 12º     | 10    |
| 7º   | 5   | Roberto Tamburini    | San Carlo Puccetti Racing     | Kawasaki ZX-6R   | 15   | +19.059   | 11º     | 9     |
| 8º   | 65  | Vladimir Leonov      | MV Agusta RC-Yakhnich M.      | MV Agusta F3 675 | 15   | +19.666   | 8º      | 8     |
| 9º   | 11  | Christian Gamarino   | Team Go Eleven                | Kawasaki ZX-6R   | 15   | +19.846   | 14º     | 7     |
| 10º  | 14  | Ratthapark Wilairot  | Core PTR Honda                | Honda CBR600RR   | 15   | +20.077   | 10º     | 6     |
| 11º  | 4   | Jack Kennedy         | CIA Insurance Honda           | Honda CBR600RR   | 15   | +24.569   | 13º     | 5     |
| 12º  | 44  | Roberto Rolfo        | Team Go Eleven                | Kawasaki ZX-6R   | 15   | +25.187   | 19º     | 4     |
| 13º  | 6   | Dominic Schmitter    | HAGN-SKM Racing               | Yamaha YZF R6    | 15   | +25.535   | 17º     | 3     |
| 14º  | 99  | Patrick Jacobsen     | Kawasaki Intermoto Ponyexpres | Kawasaki ZX-6R   | 15   | +28.843   | 2º      | 2     |
| 15º  | 61  | Fabio Menghi         | VFT Racing                    | Yamaha YZF R6    | 15   | +28.904   | 16º     | 1     |
| 16º  | 24  | Marco Bussolotti     | Team Lorini                   | Honda CBR600RR   | 15   | +33.148   | 18º     |       |
| 17º  | 9   | Tony Coveña          | Kawasaki Ponyexpres Intermoto | Kawasaki ZX-6R   | 15   | +43.243   | 22º     |       |
| 18º  | 89  | Fraser Rogers        | Com Plus SMS Racing           | Honda CBR600RR   | 15   | +56.196   | 23º     |       |
| 19º  | 161 | Alexey Ivanov        | DMC Panavto-Yamaha            | Yamaha YZF R6    | 15   | +56.460   | 24º     |       |
| 20º  | 7   | Nacho Calero         | CIA Insurance Honda           | Honda CBR600RR   | 15   | +1:11.373 | 20º     |       |

### Ritirati
| Nº | Pilota           | Squadra                   | Motocicletta     | Giri | Griglia |
| -- | ---------------- | ------------------------- | ---------------- | ---- | ------- |
| 16 | Jules Cluzel     | MV Agusta RC-Yakhnich M.  | MV Agusta F3 675 | 11   | 3º      |
| 10 | Alessandro Nocco | San Carlo Puccetti Racing | Kawasaki ZX-6R   | 9    | 21º     |
| 84 | Riccardo Russo   | Team Lorini               | Honda CBR600RR   | 6    | 9º      |
| 15 | Kevin Wahr       | RS Wahr by Kraus Racing   | Yamaha YZF R6    | 4    | 15º     |